# Thelairosoma hybridum
Thelairosoma hybridum är en tvåvingeart som beskrevs av Louis-Paul Mesnil 1970. Thelairosoma hybridum ingår i släktet Thelairosoma och familjen parasitflugor.
Artens utbredningsområde är Madagaskar. Inga underarter finns listade i Catalogue of Life.